# Hermann Mendel
Hermann Mendel (* 6. August 1834 in Halle; † 26. Oktober 1876 in Berlin) war ein deutscher Musikschriftsteller.

## Leben und Werk
Hermann Mendel wurde am 6. August 1834 in Halle geboren. Seine Eltern waren der jüdische Kaufmann Simon Mendel und dessen Ehefrau Fanny, geborene Riess.
Mendel war Chefredakteur der Deutschen Musikerzeitung. Er begründete das Musikalische Conversations-Lexikon, das ab 1870 in Berlin erschien und nach seinem frühen Tod von August Reissmann (1825–1903) weiter bearbeitet wurde. Sein Taschenliederbuch mit Texten von mehr als 500 deutschen Liedern erreichte unzählige Auflagen.
Hermann Mendel blieb ledig und wohnte bei seinen Eltern in Berlin an der Adresse Fehrbelliner Straße 95. Er starb am 26. Oktober 1876 im Alter von 42 Jahren in Berlin.

## Werke
- Otto Nicolai. Eine Biographie. Hermann Mendel, Berlin 1866 (Digitalisat) – 2. Aufl.: Ludwig Heimann, Berlin 1868. (Digitalisat)
- Giacomo Meyerbeer. Eine Biographie. Ludwig Heimann, Berlin 1868. (Digitalisat)
- Deutsches Taschen-Liederbuch. Mode, Berlin 1917, 93. Aufl.
- Musikalisches Conversations-Lexikon. Begründet von Hermann Mendel, fortgesetzt von August Reissmann.
  - Bd. 1. Hrsg. von Hermann Mendel. Ludwig Heimann, Berlin 1870. (Digitalisat), 2. Ausg. 1880.
  - Bd. 2. Oppenheim, Berlin 1872. (Digitalisat), 2. Ausg. 1880.
  - Bd. 3. Oppenheim, Berlin 1873. (Digitalisat), 2. Ausg. 1880.
  - Bd. 4. Hrsg. von Hermann Mendel. Robert Oppenheim, Berlin 1874 .(Digitalisat), 2. Ausg. 1880.
  - Bd. 5. Oppenheim, Berlin 1875. (Digitalisat), 2. Ausg. 1880.
  - Bd. 6. Oppenheim, Berlin 1876. (Digitalisat), 2. Ausg. 1881.
  - Bd. 7. Oppenheim, Berlin 1877. (Digitalisat), 2. Ausg. 1881.
  - Bd. 8. Oppenheim, Berlin 1877. (Digitalisat), 2. Ausg. 1882.
  - Bd. 9. Oppenheim, Berlin 1878. (Digitalisat), 2. Ausg. 1882
  - Bd. 10. Robert Oppenheim, Berlin 1878. (Digitalisat) – 2. Ausg. 1886.
  - Bd. 11. Oppenheim, Berlin 1879. 2. Ausg. 1887. (Digitalisat)
  - Ergänzungs-Bd. Oppenheim, Berlin 1883. (Digitalisat)